# Megalithisches Yard
Das Megalithische Yard ist eine hypothetische Maßeinheit für Längen. Das rund 83 Zentimeter große Längenmaß wurde anhand von Vermessungen von Megalithanlagen und Steinsetzungen 1955 durch den schottischen Ingenieur Alexander Thom rekonstruiert und soll nach dessen Vermutung seit der Jungsteinzeit in Westsüdasien, Nordafrika und Europa angewendet worden sein.

## Wert
- 1 (ideales) Megalithisches Yard = 8/5 (ideale) Nippur-Ellen = 829,28 Millimeter

Diese Herleitung folgt der Theorie zu den vormetrischen Längeneinheiten von Rolf C. A. Rottländer.

## Beschreibung
Das Megalithische Yard (Abkürzung: MY) wurde von Alexander Thom 1955 bei seinen Vermessungen von englischen und schottischen Steinsetzungen (z. B. dem Ring von Brodgar) entdeckt. Ausgehend von ursprünglich 46 jungsteinzeitlichen Steinkreisen bezog er später etwa 300 Steinsetzungen in seine Untersuchungen ein. Als er die Messergebnisse zusammenstellte, erkannte er, dass sich die Durchmesser der Steinkreise zu Gruppen ordnen lassen, die nahe bei 22 Britischen Fuß (etwa 6,70 m) bzw. 44 Fuß (ca. 13,40 m) lagen, während einige auch 55 Fuß (knapp 17 m) erreichten. Die mathematische Untersuchung durch Thom (unter Verwendung von Methoden von S. R. Broadbent aus 1955) ergab einen statistischen Bestwert aus den Häufungsstellen bei 5,43 Fuß (ca. 1,66 m). Dabei lag die Standardabweichung mit 1,10 Promille bemerkenswert niedrig. Thom halbierte den Wert, um vom Durchmesser auf den Radius zu kommen, wodurch er 827,532 mm erhielt. Weil die Größenordnung dieses Wertes an das Britische Yard (914,4 mm) erinnert, nannte er ihn Megalithisches Yard. Er betonte aber zugleich, dass er bei seinen Messungen nie auf eine Drittelung des MY gestoßen sei, aber Hinweise auf eine Viertelung habe. Anders als beim Britischen Yard, das ein Drei-Fuß-Maß ist, scheine für das MY das Viertel die eigentliche Grundeinheit zu sein.
Zunächst wurden auf Thoms Anregungen hin die gewonnenen Daten vom britischen Biometriker und Statistiker S. R. Broadbent bearbeitet, der Thoms numerische Ergebnisse bestätigt fand. Schließlich konnte einer der seinerzeit berühmtesten englischen Statistiker, David George Kendall, dafür gewonnen werden, diese Forschungsergebnisse auf statistischer Basis zu untersuchen. In einem vielbeachteten Vortrag vor der Royal Society in London sah er den Megalithischen Fathom (1 Fathom entspricht 2 Yard) von 5,43 Fuß (1,655064 m) bei einem Signifikanzniveau von 1 Prozent als bestätigt an.
Das MY soll in der Folgezeit verschiedentlich auch an archäologischen Fundstätten im kontinentalen Europa nachgewiesen worden sein, unter anderem von Thom selbst in der Bretagne und von Rolf Müller an megalithischen Steinsetzungen bei Odry (Czersk) in Polen. Vermessungen der Eheleute Vera und Georg Leisner an megalithischen Gräbern in Spanien sollen gleichfalls das MY ergeben haben.
Thom brachte das MY mit der (erst seit dem Mittelalter bezeugten) kastilischen Vara in Verbindung, der in Spanien und Iberoamerika noch im 19. Jahrhundert und in Ableitungen teils bis heute verwendeten „spanischen Elle“. Die Vara ist (wie das Yard) ein Drei-Fuß-Maß, wurde aber auch in Viertel (Cuartos oder Palmos) geteilt. Die im Jahr 1801 im metrischen System mit 835,905 Millimetern festgelegte kurze kastilische Vara (Vara de Burgos) weicht von dem idealen MY um etwa 7,99 Promille ab, was für eine metrologische Gleichsetzung deutlich zu viel ist. Andere historische Vara-Maße sind allerdings teils wesentlich kürzer bzw. wesentlich länger und bewegen sich in einem Bereich von umgerechnet 75 bis 91 Zentimetern.

## Bedeutung und Bewertung
Das von Thom rekonstruierte MY ist etwa 8/5 Nippur-Ellen lang. Das soll nach den Mutmaßungen Thoms und seiner Anhänger auf kulturelle Verbindungen zwischen dem Alten Orient und westeuropäischen Megalithkulturen hinweisen. In Schottland scheint das Maß bis in die Eisenzeit hinein dokumentiert zu sein, wenn man das an kreisförmigen eisenzeitlichen Steinbauten festgestellte Maß von 83,7 m als vom MY abgeleitet auffasst. Die Abweichung vom idealen MY ist mit etwa 9,31 Promille jedoch so groß, dass dieser Befund nicht als Beweis gelten kann (akzeptabel in diesem Zusammenhang sind Abweichungen bis 4 Promille). Die auf Thoms Hypothesen aufbauenden Schlussfolgerungen einschließlich der Existenz und Repräsentativität eines „megalithischen Yards“ wurden in den 1980er Jahren von anderen Wissenschaftlern stark angezweifelt oder relativiert. Eine direkte Maßverkörperung des MY wurde niemals gefunden. In der britischen Megalithenforschung gelten Thoms Theorien heute als diskreditiert und werden nicht mehr diskutiert. Es gibt aber auch Ansätze für eine Renaissance seiner Ideen, besonders in den USA.